# Verwaltungsgemeinschaft Teucherner Land
Die Verwaltungsgemeinschaft Teucherner Land bestand bis zum 1. Januar 2005 im Landkreis Weißenfels in Sachsen-Anhalt.

## Mitgliedsgemeinden
Die VG Teucherner Land hatte die folgenden sechs Mitgliedsgemeinden:
- Gröben
- Krauschwitz
- Nessa
- Schelkau (bis 1. Januar 2004)
- Teuchern, Stadt
- Trebnitz

## Geschichte
Bereits am 1. Januar 2004 wurde die Gemeinde Schelkau in die Stadt Teuchern eingemeindet. Dadurch schied aus der Verwaltungsgemeinschaft aus. Am 1. Januar 2005 erfolgte dann die endgültige Auflösung der Verwaltungsgemeinschaft Teucherner Land durch Zusammenlegung mit der Verwaltungsgemeinschaft Vier Berge zur neuen Verwaltungsgemeinschaft Vier Berge-Teucherner Land.
Zum 1. Januar 2011 wurde die Verwaltungsgemeinschaft Vier Berge-Teucherner Land, im Zuge der Neubildung, dann Teil der Einheitsgemeinde Stadt Teuchern.